# Australian National Kennel Council
Australian National Kennel Council (ANKC) – australijska organizacja kynologiczna. Jest członkiem Międzynarodowej Federacji Kynologicznej.

Dzieli psy na siedem następujących grup:

## Grupa 1 – Toys
- Affenpinscher – pinczer małpi
- Australian silky terrier
- Bichon Frise
- Cavalier king charles spaniel
- Chihuahua (Long Coat) – chihuahua długowłosy
- Chihuahua (Smooth Coat) – chihuahua krótkowłosy
- Chinese Crested Dog – grzywacz chiński
- English Toy Terrier (Black & Tan) – english toy terrier
- Griffon Bruxellois – gryfonik belgijski
- Havanese – hawańczyk
- Italian Greyhound – charcik włoski
- Japanese Chin – chin japoński
- King charles spaniel
- Lowchen – lwi piesek
- Maltese – maltańczyk
- Miniature Pinscher – pinczer miniaturowy
- Papillon
- Pekingese – pekińczyk
- Pomeranian
- Pug – mops
- Tibetan Spaniel – spaniel tybetański
- Yorkshire terrier

## Grupa 2 – Terriers
- Airedale terrier
- American staffordshire terrier
- Australian Terrier – terier australijski
- Bedlington terrier
- Border terrier
- Bull Terrier – bulterier
- Bull Terrier (Miniature) – bulterier miniaturowy
- Cairn terrier
- Cesky Terrier – terier czeski
- Dandie Dinmont terrier
- Fox Terrier (Smooth) – foksterier krótkowłosy
- Fox Terrier (Wire) – foksterier szorstkowłosy
- Irish glen of imaal terrier
- Irish Terrier – terier irlandzki
- Jack Russell terrier
- Kerry blue terrier
- Lakeland terrier
- Manchester terrier
- Norfolk terrier
- Norwich Terrier
- Parson Russell terrier
- Scottish Terrier – terier szkocki
- Sealyham terrier
- Skye terrier
- Soft Coated Wheaten Terrier
- Staffordshire bull terrier
- Tenterfield Terrier
- Welsh Terrier – terier walijski
- West Highland White Terrier

## Grupa 3 – Gundogs
- Brittany
- Chesapeake Bay retriever
- Clumber Spaniel
- Cocker Spaniel (American) – cocker spaniel amerykański
- Curly coated retriever
- English Setter – seter angielski
- English Springer Spaniel – springer spaniel angielski
- Field Spaniel
- Flat coated retriever
- German Shorthaired Pointer – wyżeł niemiecki szorstkowłosy
- German Wirehaired Pointer – wyżeł niemiecki szorstkowłosy
- Golden retriever
- Gordon Setter – seter szkocki
- Hungarian Vizsla – wyżeł węgierski krótkowłosy
- Hungarian Wirehaired Vizsla – wyżeł węgierski szorstkowłosy
- Irish Red & White Setter – seter irlandzki czerwono-biały
- Irish Setter – seter irlandzki (czerwony)
- Irish Water Spaniel – irlandzki spaniel dowodny
- Italian Spinone – wyżeł włoski
- Labrador retriever
- Lagotto Romagnolo – romański pies dowodny
- Large Munsterlander – duży munsterlander
- Nova Scotia Duck Tolling Retriever – retriever z Nowej Szkocji
- Pointer
- Sussex Spaniel
- Weimaraner – wyżeł weimarski krótkowłosy
- Weimaraner (longhair) – wyżeł weimarski długowłosy
- Welsh Springer Spaniel – springer spaniel walijski

## Grupa 4 – Hounds
- Afghan Hound – chart afgański
- Australian Dingo – dingo
- Basenji
- Basset Fauve de Bretagne – basset bretoński
- Basset Hound – basset
- Beagle
- Bloodhound
- Bluetick Coonhound
- Borzoi – chart rosyjski borzoj
- Dachshund (Long Haired) – jamnik długowłosy
- Dachshund (Min. Long Haired) – jamnik długowłosy miniaturowy
- Dachshund (Smooth Haired) – jamnik krótkowłosy
- Dachshund (Min. Smooth Haired) – jamnik krótkowłosy miniaturowy
- Dachshund (Wire Haired) – jamnik szorstkowłosy
- Dachshund (Min. Wire Haired) – jamnik szorstkowłosy miniaturowy
- Deerhound – chart szkocki
- Finnish Spitz – szpic fiński
- Foxhound
- Greyhound
- Hamiltonstovare – gończy Hamiltona
- Harrier
- Ibizan Hound – podenco z Ibizy
- Irish Wolfhound – wilczarz irlandzki
- Norwegian Elkhound – norweski elkhund
- Otterhound
- Petit Basset Griffon Vendéen
- Pharaoh Hound – pies faraona
- Rhodesian ridgeback
- Saluki – chart perski
- Sloughi – chart arabski
- Whippet

## Grupa 5 – Working Dogs
- Australian Cattle Dog
- Australian Kelpie
- Australian Shepherd – owczarek australijski (typ amerykański)
- Australian Stumpy Tail Cattle Dog
- Bearded Collie
- Belgian Shepherd Dog (Laekenois) – owczarek belgijski laekenois
- Belgian Shepherd Dog (Malinois) – owczarek belgijski malinois
- Belgian Shepherd Dog (Tervueren) – owczarek belgijski tervueren
- Bergamasco Shepherd Dog – owczarek z Bergamo
- Border Collie
- Bouvier des Flandres
- Briard – owczarek francuski briard
- Collie (rough) – owczarek szkocki długowłosy
- Collie (smooth) – owczarek szkocki krótkowłosy
- Fiński lapphund
- German Shepherd Dog – owczarek niemiecki
- Komondor
- Kuvasz
- Maremmna Sheepdog
- Norwegian Buhund – norweski buhund
- Old English Sheepdog – owczarek staroangielski bobtail
- Polish Lowland Sheepdog – polski owczarek nizinny
- Puli
- Pumi
- Shetland Sheepdog – owczarek szetlandzki
- Swedish Lapphund – szwedzki lapphund
- Swedish Vallhund – szwedzki vallhund
- Welsh Corgi (Cardigan)
- Welsh Corgi (Pembroke)

## Grupa 6 – Utility
- Akita
- Alaskan Malamute
- Anatolian Shepherd Dog – owczarek anatolijski
- Bernese Mountain Dog – berneński pies pasterski
- Black Russian Terrier – czarny terier rosyjski
- Boxer – bokser
- Bullmastiff
- Canadian Eskimo Dog
- Central Asian Shepherd Dog – owczarek środkowoazjatycki
- Dobermann – doberman
- Dogue de Bordeaux
- German Pinscher – pinczer średni
- Italian Corso Dog – cane corso
- Kangal Dog
- Leonberger
- Mastiff – mastif angielski
- Neapolitan Masitff – mastiff neapolitański
- Newfoundland – nowofundland
- Portuguese Water Dog – portugalski pies dowodny
- Pyrenean Mastiff – mastif pirenejski
- Pyrenean Mountain Dog – pirenejski pies górski
- Rottweiler
- Samoyed – samojed
- Schnauzer – sznaucer średni
- Schnauzer (Min.) – sznaucer miniaturowy
- Schnauzer (Giant) – sznaucer olbrzym
- Shiba Inu
- Siberian husky
- St. Bernard – bernardyn (zarówno krótkowłosy, jak i długowłosy)
- Tibetan Mastiff – mastif tybetański

## Grupa 7 – Non-Sporting
- Boston Terrier
- British Bulldog – buldog angielski
- Canaan Dog
- Chow Chow
- Dalmatian – dalmatyńczyk
- Eurasier
- German Spitz (Mittel & Klein) – szpic niemiecki (średni i mały)
- Great Dane
- Japanese Spitz – szpic japoński
- Keeshond – szpic niemiecki (wilczy)
- Lhasa Apso
- Peruvian Hairless Dog (Lge) – nagi pies peruwiański (duży)
- Peruvian Hairless Dog (Med) – nagi pies peruwiański (średni)
- Peruvian Hairless Dog (Sml) – nagi pies peruwiański (mały)
- Poodle (Standard) – pudel średni
- Poodle (Min.) – pudel miniaturowy
- Poodle (Toy) – pudel toy
- Schipperke
- Shar Pei
- Shih Tzu
- Tibetan Terrier – terier tybetański
- French Bulldog - Buldog Francuski